# Shake, Rattle and Roll
Об одноимённом альбоме см. статью Shake, Rattle and Roll (альбом).
«Shake, Rattle And Roll» (с англ. — «Трястись, грохотать и крутиться») — известная композиция, формирующая прототип двенадцатидольной блюз-формы рок-н-ролла. Песня написана в 1954 году Джесси Стоуном, также известным под именем Чарльз Э. Кэлхоун. Запись песни впервые сделал американский исполнитель блюза Биг Джо Тернер. Версия Тёрнера была помещена на 127 место в списке 500 величайших песен всех времён по версии журнала Rolling Stone, опубликованном журналом «Rolling Stone»..

## Оригинал песни
В начале 1954 года, продюсер компании «Atlantic Records» — Херб Абрамсон предложил Джесси Стоуну написать песню для известного в те годы блюзмена Биг Джо Тёрнера, карьера которого началась в Канзас-Сити перед началом Второй мировой войны. При написании песни, Джесси Стоун манипулировал с разными звучными фразами прежде чем остановился на наборе слов — «Shake, rattle and roll»..
Однако, фраза, ставшая названием популярной рок-н-ролльной композиции использовалась ещё в более ранних песнях. В 1919 году, американский певец Эл Бернард, выступавший в водевиле, сделал запись песни об азартной игре в кости с аналогичным названием. Сочетание слов «Shake, rattle and roll» также можно услышать в песне квартета «Лучшие из лучших» (англ. Excelsior Quartette) — «Roll The Bones», выпущенной в 1922 году. Несмотря на то, что фраза раньше фигурировала в музыке, ни одна из них не является «прямым предком» хита 1954 года.
Стоун позже заявил, что одну из строк песни «одноглазая кошка, глядящая украдкой на магазин морской рыбы» (англ. a one-eyed cat peepin' in a seafood store) предложил добавить барабанщик Сэм «Бэби» Ловетт, с которым Стоун сотрудничал во время работы на лейбле «Atlantic Records».

## ВерсияБиг Джо Тернера
Версия Биг Джо Тернера была записана в Нью-Йорке 15 февраля 1954 года. Мужские вокалы в этой версии обеспечили: Джесси Стоун и руководители фирмы грамзаписи Джерри Векслер и Ахмет Ертеган. Сольное исполнение саксофона — Сэм «Мэн» Тэйлор. Версия Тернера была выпущена в апреле 1954 года, и достигла позиции #1 в музыкальном хит-параде «Billboard» R&B 12 июня, но песня не повторила своего успеха в хит-парадах поп-музыки тех лет. Песня стала визитной карточкой Тернера, и сегодня расценивается как одна из лучших записей в его музыкальной карьере.
Песня, в своём оригинальном воплощении, содержит сексуальный подтекст и её непристойное содержание, в дальнейшие годы побуждало новых исполнителей удалять некоторую часть текста (как например, это произошло с версией Билла Хейли). Пример: «Я сдерживался в этом, на пути вниз/Ты вынуждаешь меня закатывать глаза, детка, и скрежетать зубами». Во время записи, Тернер произносил нечленораздельные фразы, подобно фразе «сдерживаю себя в этом». Эту фразу сочли излишне рискованной для публикации. Основной куплет песни — «Трястись, вертеться и крутиться» использован с целью обратиться к неистовому общению.

## ВерсияБилла Хейли
Кавер-версия песни в исполнении Билла Хейли и его группы была записана 7 июня 1954 года (в то же время, когда версия Терна поднялась на первые строчки хит-парада музыки R&B). В записи Хейли задействованы музыканты: Джонни Гранд (фортепьяно), Билли Уильямсон (гавайская гитара), Маршалл Литтл (бас-гитара) и Джоуи Амброуз (саксофон). Известно, что Дэнни Седрони, прежде задействованный на музыкальных сессиях группы и часто сотрудничавший с Хейли, играл на гавайской гитаре, но этот факт до сих пор остаётся неподтверждённым. По некоторым данным, Кедрон играл на барабанах, а не на гитаре. В музыкальных справочниках говорится, что барабанщиком, принявшим участие в записи является Дэвид Фрэнсис, работавший с продюсером Хейли, Милтом Габлером, однако в письме, написанном в начале 1980-х, Габлер не подтвердил эти сведения и заявил, что барабанщиком на самом деле являлся Билли Гассак. Собственный барабанщик Билла Хейли, Дик Ричардс не принял участие в записи, но, возможно, осуществил бэк-вокал в этой записи, так как музыкант вошёл в состав музыкантов, задействованных в работе над «Б»-стороной сингла Shake, Rattle And Roll — «A.B.C. Boogie». Это последняя работа Дэнни Седрони в связи с тем, что музыкант умер спустя десять дней после записи песни.
Билл Хейли вовсю использовал негритянский сленг в начале 1950-х гг. в своих ритмичных песнях, построенных на кантри с примесью джаза и буги-вуги. Его два сингла «Rock Around The Clock» (записан в апреле 1954 года) и «Shake Rattle And Roll» сыграли решающую роль в массовой популярности рок-н-ролла, до того бывшего лишь музыкальным экспериментом, известным лишь слушателям местных радиостанций.. В 1953 году для Хейли была написана песня под названием «Rock Around the Clock». Он не мог записать её на студии до 12 апреля 1954 года. Первоначально песня была признана довольно неудачной, но вскоре Хейли исполнил кавер-версию мирового хита «Shake, Rattle and Roll», который в исполнении Хейли разошёлся миллионом копий и стал первым рок-н-рольным синглом, вошедшим в британские чарты в декабре 1954 года. Выбрав для записи песню Джо Тернера «Shake, Rattle And Roll», Хейли предварительно — по обычаю тех лет — подчистил её путём удаления непристойных слов. В 1955 году она стала крупным хитом в Штатах, и рок-н-ролл пошёл на прорыв..
В версии Билла Хейли в отличие от оригинальной версии Тернера, песня начинается со слов: «Выхожу из кухни и верчу горшки и кастрюли/Делаю себе завтрак, потому что я голоден». Версия Тернера начинается со слов: «Поднимаюсь из кровати и мою твоё лицо и руки/Выхожу из кухни, гремлю горшками и кастрюлями». Строка песни: «Я могу смотреть на тебя, говоря, что ты больше не ребёнок», был изменен в версии Хейли на слова: «Я могу смотреть на тебя и сказать, что ты больше не любишь меня». Другая часть песни, содержащая слова: «Я верю в то, что ты дьявол в нейлоновых чулках» была изменена на слова: «Я полагаю, что ты делала что-то не так, и теперь я знаю это». Хейли сохранил слова из оригинального текста песни: «Одноглазый кот, смотрящий украдкой на магазин морской рыбы». Удивительно, что Хэйли был слеп на левый глаз в результате неудачно сделанной в детстве операции. Согласно его биографу Джону Свенсону, позднее Хейли приспособил свою фирменную чёлку-завиток для того чтобы скрыть свой физический недостаток. Чёлка считалась фирменным знаком стиля 50-х, хотя Хейли и прочие начали носить её гораздо раньше.

## Сравнение версий Биг Джо Тернера и Билла Хейли
Обе записи сегодня считаются классикой рок-н-ролла. Версия Хейли является более живой и более яркой, соответствуя тем самым определению рок-н-ролла, как слияние музыки кантри и ритм-энд-блюза. Хейли начинал свою карьеру с музыки кантри, в то время как Тернер исполнял блюз. И оригинал песни Тернер и версия Хейли двойной смысл, показанной в одной из строк песни: «Я похож на одноглазого кота, глядещего украдкой на запасы морской рыбы» (англ. I’m like a one-eyed cat peepin' in a seafood store).
Хотя музыкальные ревизионисты и американские СМИ попытались изобразить Тернера как жертву музыкальной индустрии из-за кавер-версии песни, выпущенной Хейли в том же году, фактически, успех записи Хейли помог Тернеру, несмотря на то что музыкант был широко известен и до выпуска песни «Shake Rattle and Roll». Слушатели, знакомящиеся с кавер-версией песни Хейли, хотели услышать и оригинального исполнителя песни, то есть Тернера. Известно, что Хейли и Тернер были близкими друзьями, и даже вместе гастролировали в Австралии в 1957 году. В 1966 году, в то время, когда карьера Тернера терпела существенный спад, Хейли принял все возможные меры, чтобы поддержать стареющего музыканта, и организовав музыкальную сессию в Мексике предложит Тернеру принять в ней участие.

## ВерсияЭлвиса Пресли
Элвис Пресли сделал запись песни дважды: демоверсия 1955 года сделана в годы его работы на студии «Sun Records» (эта версия не выпускалась до 1990-х) и версия, выпущенная синглом в 1956 году под лейблом «RCA Records». В обеих версиях Пресли используется текст песни Тернера, объединенный с быстро развивающейся версией Билла Хейли. Пресли, Скотти Мур, Билл Блэк, и Доминик Фонтана впервые исполнили эту песню на Stage Show 28 января 1956 года. В дальнейшем, музыкант исполнял эту песню с этими же самыми музыкантами. Билл Блэк и Скотти Мур работали с Пресли с первых дней его пребывания на студии «Sun Records». Доминик Фонтана присоединился к группе только в конце 1954 года.
Премьерный выпуск песни состоялся 8 сентября 1956 года.. В записи были задействованы: Скотти Мур (ведущая гитара), Билл Блэк (стоячий бас), Доминик Фонтана (ударные инструменты). Пресли осуществляет вокал и игру на ритм-гитаре. Музыканты Скотти Мур, Билл Блэк и Доминик Фонтана также обеспечили бэк-вокал, как может быть замечено на записи. Это изменило классическим выступлениям музыканта, на которых бэк-вокалистами всегда выступали The Jordanaires, работавшие с Пресли с того момента, как музыкант оставил студию «Sun Records». На записи слышен голос Доминика Фонтаны, говорящего: «Это первый и последний раз, когда он позволил нам петь. И я не могу обвинить его в этом».

## Другие версии
Джесси Стоун позже выступил соавтором песни «Flip, Flop and Fly», которая по своему звучанию была очень похожа на хит «Shake, Rattle and Roll». Песня построена на той же самой простой стихотворной форме. В 1950-е годы Пресли исполнил песню «Shake, Rattle And Roll» на одном из телевизионных шоу, как часть попурри с песней — «Flip, Flop and Fly». Джо Тернер (соавтор песни) и Билл Хэйли также сделали запись песни Shake, Rattle And Roll, записав несколько версий. Существуют также песни, на создание которых авторов вдохновила композиция «Shake, Rattle and Roll». Это песня «Bark, Battle and Ball», запись которой сделала знаменитая вокальная группа «The Platters», а также песня «Jump and Jive and Wail» в исполнении Луи Примы. Стоун также кредитован, как соавтор песни «Rattle My Bones», запись которой в 1956 году сделала группа «The Jodimars» (в её состав входили бывшие участники группы Bill Haley & His Comets), использовав похожую структуру стиха и бэк-вокал (текст: «Мы собираемся трястись, собираемся вертеться, собираясь трястись»).
Другая известная запись песни «Shake, Rattle and Roll» включает версию американского певца соул-музыки Артура Конли, ставшая хитом в 1968 году. Другие кавер-версии песни сделали такие музыканты, как группа The Beatles, Сэм Кук, Вилли Дэвилл, Джонни Хортон, The Swinging Blue Jeans, Фэтс Домино и Huey Lewis and the News. Песня также использовалась как заключительная музыкальная тема к комедийному фильму 1985 года — Улика. Песня была также исполнена квартетом Рэя Эллингтона в эпизоде 1985 (пародия на литературный роман Джорджа Оруэлла — «1984») популярной радио-комедии телекомпании «Би-би-си» — The Goon Show.
Британская рок-группа Queen в 1970-х исполняла на концертах эту песню и другие хиты рок-н-ролла. Они были объединены в номер «Jailhouse Rock Medley».